# Luis Ángel de las Heras Berzal
Luis Ángel de las Heras Berzal (Segovia, 14 giugno 1963) è un vescovo cattolico spagnolo, dal 21 ottobre 2020 vescovo di León.

## Biografia
Luis Ángel de las Heras Berzal è nato a Segovia il 14 giugno 1963.

### Formazione e ministero sacerdotale
All'età di 14 anni è entrato nel seminario minore di Segovia dei Missionari figli del Cuore Immacolato di Maria. Nel 1981 ha iniziato il noviziato nell'estinta provincia claretiana di Castiglia, integrata oggi in quella di Santiago, a Los Negrales. L'8 settembre 1982 ha emesso la sua prima professione.
Nello stesso anno ha iniziato gli studi di filosofia e teologia nello "Studio teologico claretiano" di Colmenar Viejo, un istituto affiliato alla Pontificia Università di Comillas. Il 26 aprile 1986 ha emesso la professione solenne e lo stesso ha conseguito la laurea in studi ecclesiastici.
Al termine della formazione iniziale, è stato assegnato al gruppo responsabile della pastorale giovanile nella provincia di claretiana di Castiglia, proseguendo contemporaneamente gli studi in scienze dell'educazione presso la Pontificia Università di Comillas, ove ha conseguito la laurea nel 1992.
Il 29 ottobre 1988 è stato ordinato presbitero nella chiesa parrocchiale di San Antonio María Claret a Madrid da monsignor Luis Gutiérrez Martín, vescovo ausiliare di Madrid. Nel 1989 è stato nominato parroco in solido delle parrocchie affidate ai missionari claretiani del Santo Angelo Custode e di Nostro Signora dell'Aurora a Puente de Vallecas. Si è occupato soprattutto della pastorale con adolescenti e giovani a rischio di esclusione sociale e con le persone emarginate. Nel 1990 con altri confratelli claretiani e laici della parrocchia, ha avviato l'Associazione "Progetto Aurora". Essa si occupa dell'accoglienza, dell'accompagnamento e del supporto per la riabilitazione di tossicodipendenti che attuano un programma progettuale. È stato direttore dell'Associazione per sei anni.
Per nove anni ha collaborato con il gruppo GPIC (giustizia, pace e integrità della creazione) nella provincia claretiana di Castiglia. Ha inoltre accompagnato il gruppo di riflessione e azione della Confederazione spagnola dei religiosi di Spagna, operante nel settore della giustizia e della pace.
Nel settembre del 1995 è stato nominato assistente del prefetto degli studenti del seminario claretiano di Colmenar Viejo. L'anno successivo è stato inviato a Los Negrales con l'incarico di formatore dei postulanti, superiore e maestro dei novizi.
Nel 2004 è ritornato a Colmenar Viejo e ha prestato servizio come consulente e vicario provinciale della provincia di Castiglia. È stato nominato prefetto degli studenti professi temporanei in una comunità di formazione interculturale di composizione e proiezione congregazionale.
Dal 1998 al 2012 è stato professore presso l'Istituto teologico di vita religiosa (ITVR) e presso la scuola "Regina Apostolorum" di Madrid, con una piccola collaborazione didattica con quest'ultima fino al 2016. Dal 2004 al 2007 è stato anche delegato del superiore per la formazione presso la confederazione claretiana d'Aragona e Castiglia e León dal 2004 al 2007. Nel 2007 è stato eletto consulente e prefetto di spiritualità e formazione della provincia claretiana di Santiago e ne è stato nominato vicario provinciale.
Il 31 dicembre 2012 è stato eletto superiore provinciale della provincia di Santiago dei missionari claretiani e nel 2013 è stato eletto presidente della Confederazione spagnola dei religiosi (CONFER).

### Ministero episcopale
Il 16 marzo 2016 papa Francesco lo ha nominato vescovo di Mondoñedo-Ferrol. Ha ricevuto l'ordinazione episcopale il 7 maggio successivo nella cattedrale di Mondoñedo dall'arcivescovo metropolita di Santiago di Compostela Julián Barrio Barrio, co-consacranti l'arcivescovo Renzo Fratini, nunzio apostolico in Spagna e Andorra, e il cardinale Fernando Sebastián Aguilar, arcivescovo emerito di Pamplona e vescovo emerito di Tudela. Durante la stessa celebrazione ha preso possesso della diocesi.
In seno alla Conferenza dei vescovi della Galizia è stato responsabile della Caritas, della pastorale vocazionale e della vita consacrata.
Il 21 ottobre 2020 papa Francesco lo ha nominato vescovo di León. Ha preso possesso della diocesi il 19 dicembre successivo.
In seno alla Conferenza episcopale spagnola è presidente della commissione per la vita consacrata dal 4 marzo del 2020. In precedenza è stato membro della stessa commissione dal novembre 2016.

## Genealogia episcopale
La genealogia episcopale è:
- Cardinale Scipione Rebiba
- Cardinale Giulio Antonio Santori
- Cardinale Girolamo Bernerio, O.P.
- Arcivescovo Galeazzo Sanvitale
- Cardinale Ludovico Ludovisi
- Cardinale Luigi Caetani
- Cardinale Ulderico Carpegna
- Cardinale Paluzzo Paluzzi Altieri degli Albertoni
- Papa Benedetto XIII
- Papa Benedetto XIV
- Papa Clemente XIII
- Cardinale Marcantonio Colonna
- Cardinale Giacinto Sigismondo Gerdil, B.
- Cardinale Giulio Maria della Somaglia
- Cardinale Carlo Odescalchi, S.I.
- Cardinale Costantino Patrizi Naro
- Cardinale Serafino Vannutelli
- Cardinale Domenico Serafini, Cong.Subl. O.S.B.
- Cardinale Pietro Fumasoni Biondi
- Cardinale Antonio Riberi
- Cardinale Ángel Suquía Goicoechea
- Cardinale Antonio María Rouco Varela
- Arcivescovo Julián Barrio Barrio
- Vescovo Luis Ángel de las Heras Berzal, C.M.F.